# Saint-Julien-d'Intres
Saint-Julien-d'Intres é uma comuna francesa na região administrativa de Auvérnia-Ródano-Alpes, no departamento de Ardèche. Estende-se por uma área de 21.17 km². Em 2010 a comuna tinha 318 habitantes (densidade: 15 hab./km²).
Foi criada em 1 de janeiro de 2019, a partir da fusão das antigas comunas de Intres e Saint-Julien-Boutières.